# The Buddy Holly Story
The Buddy Holly Story è un film-biopic del 1978 diretto da Steve Rash.
È dedicato alla figura del cantante rock Buddy Holly, morto nel 1959 in un incidente aereo all'età di ventidue anni.

## Trama
Il film descrive la carriera musicale del pioniere del rock 'n' roll Buddy Holly (1936-1959), dai giorni in cui Peggy Sue era intitolata originariamente Cindy Lou (una canzone dedicata a sua nipote, poi ribattezzata col nuovo titolo in onore della fidanzata del batterista della sua band), al successo di That'll Be the Day, al matrimonio, alla separazione e poi alla reunion del suo gruppo The Crickets ed alla prematura scomparsa.

## Produzione
Il film si ispira alla biografia Buddy Holly: His Life and Music di John Goldrosen (pubblicata nel 1975).
Le riprese avvennero in California e ad Atlanta (Georgia). La scena iniziale della pista da pattinaggio venne realizzata presso la Moonlight Rollerway Skating Rink di Pasadena; a Los Angeles vennero girate molte scene, tra cui quella dell'ultima conversazione di Buddy con la moglie (al Baltimore Hotel), quella dell'Apollo Theater (che era in realtà il Wilshire Ebell Theatre) e quella delle strade di New York. Ad Atlanta furono invece filmate le scene del Fox Theatre, del Clear Lake Auditorium e la scena del soggiorno a Nashville. Altre scene vennero realizzate ai Culver Studios di Culver City (California).
Debutto alla regia per Steve Rash ed alla scenografia per Robert Gittler.
Busey fu costretto a dimagrire e perdere 15 kg per impersonare meglio Holly, che era di gracile corporatura (alla sua morte pesava 67 kg); la sua interpretazione venne studiata grazie anche ai consigli di Jerry I. Allison (ex batterista dei Crickets) ed alla sceneggiatura di Three-Side Coin (scritta da Allison e Tom Drake), film sulla vita di Holly cancellato dalla 20th Century Fox su pressioni del produttore Fred Bauer, che aveva preso accordi esclusivi con la fondazione Buddy Holly, amministrata dalla vedova Maria Elena Holly, che avrebbe preferito una produzione indipendente (il film contava già due settimane di riprese e includeva anche Busey però nella parte del batterista Jerry I. Allison).
Sebbene il film racconta la vita di Holly dai 19 ai 22 anni, al momento delle riprese Busey aveva 33 anni. Anche Charles Martin Smith fece il provino per la parte di Holly, che però era già stata assegnata; la produzione gli assegnò la parte di Ray Bob Simmons, nome di fantasia per indicare il bassista dei Crickets, che era invece Joe B. Maulin; anche il batterista, Jerry I. Allison, compare con il nome fittizio di Jesse Charles (Maulin e Allison avevano ceduto il diritto di utilizzo dei loro nomi ad un'altra produzione).
Il personaggio di Madman Mancuso, interpretato da Fred Travalena, si ispira alla vera storia del disc jockey Dick Biondi.

## Distribuzione
Il film ebbe la sua prima assoluta a Houston (Texas) il 18 maggio 1978; venne distribuito nelle sale il giorno dopo. In Gran Bretagna venne distribuito al cinema dal 6 settembre 1978.

## Premi e riconoscimenti

### Premi Oscar 1979
- Miglior colonna sonora (adattamento con canzoni originali)
- Candidatura al Miglior attore protagonista a Gary Busey
- Candidatura al Miglior sonoro a Tex Rudloff, Joel Fein, Curly Thirlwell e Willie D. Burton

## Errori e anacronismi
- Nella scena subito dopo i titoli, dove Buddy e la sua band suonano in una pista di pattinaggio, Buddy suona una chitarra elettrica Fender Bronco; la scena si svolge nel 1956, ma quella chitarra verrà realizzata solo alla fine degli anni '60.
- Nella stessa scena si possono notare sullo sfondo dei flipper con segnapunti rotanti, che però vennero introdotti negli anni '60. Inoltre, si vede Cindy Lou bere una bibita con una cannuccia da un quarto di pollice di diametro: negli anni '50 le cannucce erano molto più strette.
- Nella scena dove suona all'Apollo Theatre, Buddy utilizza una Fender Telecaster, sebbene la marca che appare sulla chitarra è Fender Stratocaster; inoltre dice alla band che suoneranno Rave On, mentre poi il brano eseguito è Oh Boy!.
- Il furgone della famiglia di Buddy mostra il nome Holly, nonostante il vero cognome anagrafico del cantante era Holley (venne scritto errato durante la firma del contratto discografico); il nome completo dell'attività di famiglia era "L.O. Holley & Sons Lubbock Brick & Tile Company".
- Contrariamente a come mostrato nel film, Buddy non diede mai quel pugno al produttore di Nashville, dove trascorse alcuni mesi scrivendo e registrando canzoni con Bob Montgomery.
- Buddy e Maria vengono mostrati in un film in 3D nel 1957; questo tipo di film erano popolari nel 1953 e nel 1954 ma nessun film in 3D fu prodotto dopo il 1954.
- Prima della scena dell'ultimo concerto, viene mostrato il logo della Georgia State University che, sebbene fondata nel 1913, adottò questo nome solo nel 1969.

## Colonna sonora
- Mockin' Bird Hill (Vaughn Horton) - Gary Busey
- Rock Around with Ollie Vee (Sonny Curtis) - Gary Busey
- When the Roll Is Called Up Yonder (James Milton Black) -
- The Star-Spangled Banner (John Stafford Smith) -
- Peggy Sue (Buddy Holly, Jerry Allison, Norman Petty) - Gary Busey
- That'll Be the Day (Buddy Holly, Jerry Allison, Norman Petty) - Gary Busey
- The Great Pretender (Buck Ram) - The Platters
- Everyday (Buddy Holly, Norman Petty) - Gary Busey
- You Send Me (Sam Cooke) - Paul Mooney
- Oh Boy! (Sonny West, Bill Tilghman, Norman Petty) - Gary Busey
- It's So Easy (Buddy Holly, Norman Petty) - Gary Busey
- Words of Love (Buddy Holly) - Gary Busey
- I'm Gonna Love You Too (Joe B. Mauldin, Niki Sullivan, Norman Petty) - Gary Busey
- Listen to Me (Buddy Holly, Norman Petty) - Gary Busey
- Rave On (Sonny West, Bill Tilghman, Norman Petty) - Gary Busey
- Well ... All Right (Buddy Holly, Joe B. Mauldin, Jerry Allison, Norman Petty) - Gary Busey
- Whole Lotta Shakin' Goin' On (Curly Williams, Sunny David) - Gary Busey & Jerry Zaremba
- Maybe Baby (Buddy Holly, Norman Petty) - Gary Busey
- Chantilly Lace (The Big Bopper) - Gailard Sartain
- True Love Ways (Norman Petty, Buddy Holly) - Gary Busey
- Not Fade Away (Buddy Holly, Norman Petty) - Gary Busey
- Corrine, Corrina (J. Mayo Williams, Mitchell Parish, Bo Carter) - Big Joe Turner